# Kostel svaté Anny (Jirkov)
Římskokatolický hřbitovní kostel svaté Anny  stával v Jirkově v okrese Chomutov. Až do svého zániku v roce 1966 byl filiálním kostelem v jirkovském děkanství.

## Historie

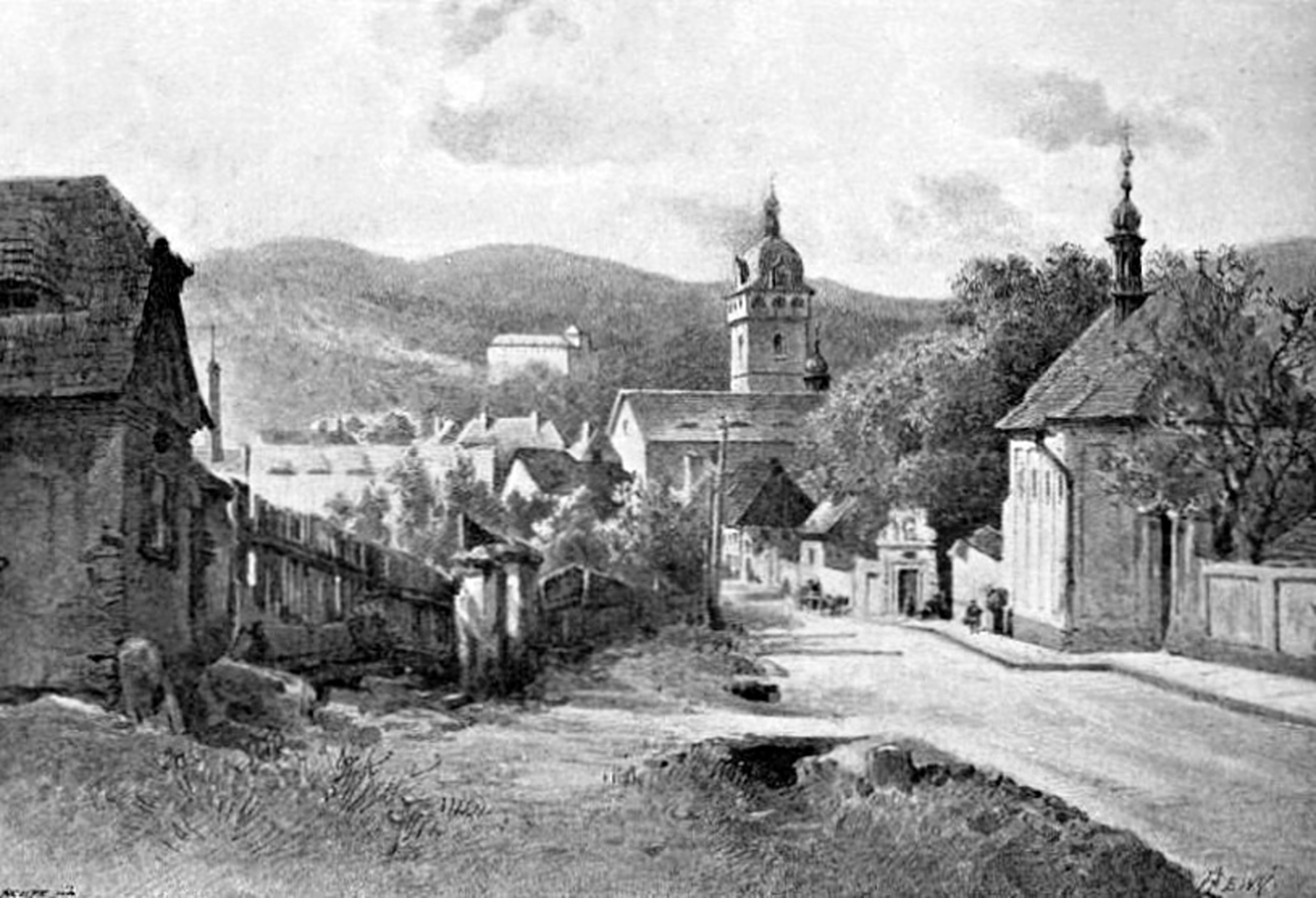
Dnešní Chomutovská ulice v Jirkově, městská věž a kostel sv. Anny (vpravo) na obraze z roku 1895

Kostel byl postaven v roce 1695 na starším hřbitově na místě původní kapličky . V roce 1829 byl prodloužen a další opravy proběhly v osmdesátých letech devatenáctého století, kdy byla část kostela zbořena a přitom zde zanikly původní hodnotné malby.
Hřbitov byl zrušen v roce 1904 a na jeho místě byl v roce 1925 zřízen park. V padesátých letech dvacátého století byl kostel vykraden a v březnu 1966 byl zbořen.

## Stavební podoba

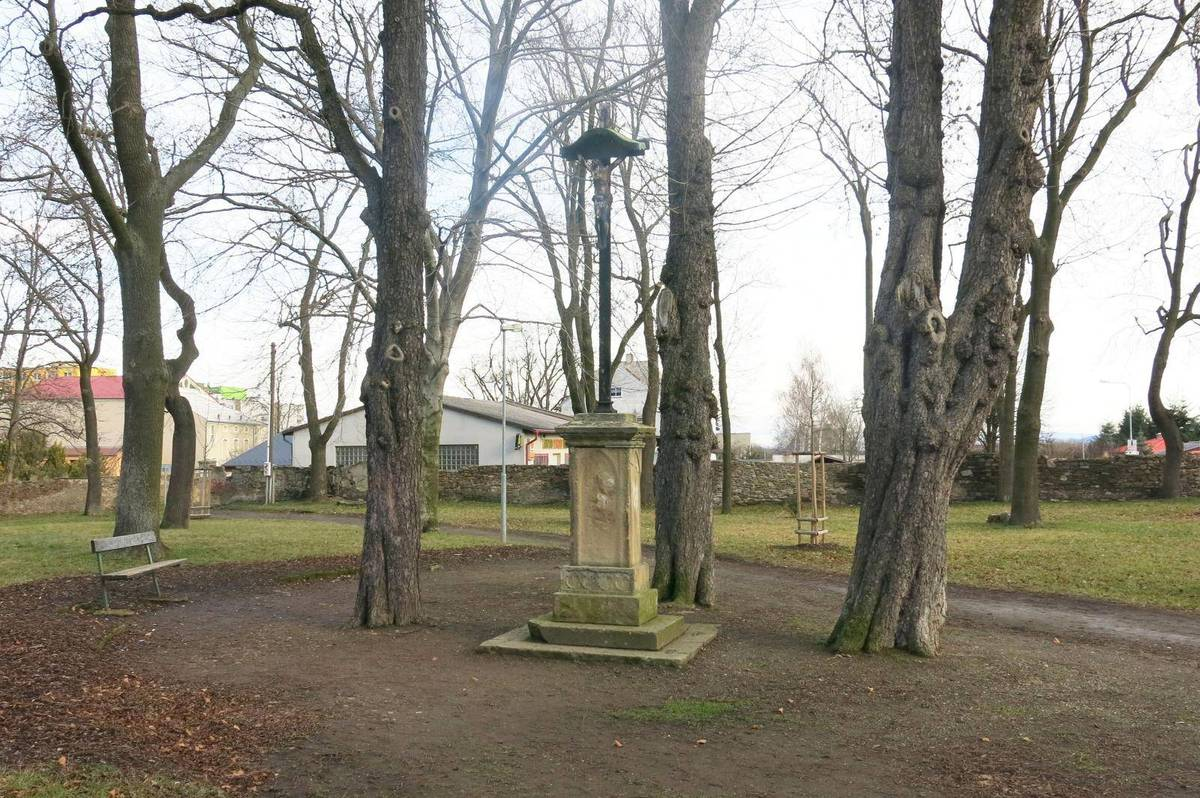
Park na místě zbořeného kostela

Jednolodní kostel měl obdélný půdorys s trojboce uzavřeným presbytářem a kryla ho valbová střecha se sanktusovou vížkou. 
Fasády byly členěné plochými lizénami a půlkruhovými okny. Uvnitř bývaly tři barokní oltáře. Zasvěcené byly svaté Barboře (z roku 1703) a svaté Anně. Třetí oltář byl škapulířový a pocházel z roku 1701. Ani jeden z oltářů se nezachoval.